# Poblenou

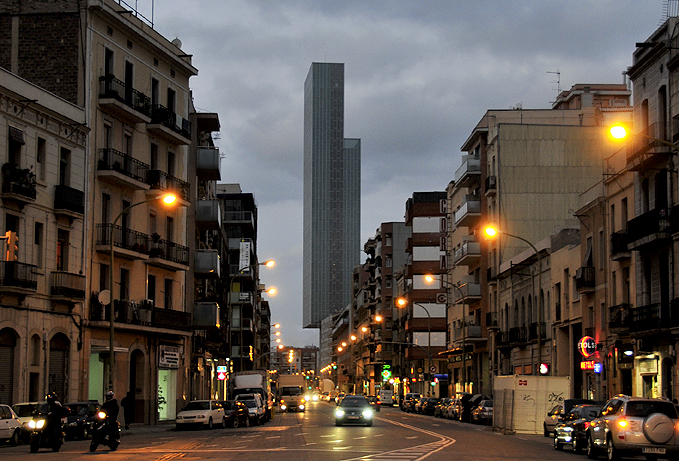
Blick über die Straße Carrer Pere IV mit Hotel ME im Hintergrund

Poblenou, auch El Poblenou, (Katalanisch für Neues Dorf) ist ein Stadtviertel der spanischen Stadt Barcelona. 

## Geographie

Das Poblenou im Stadtbezirk Sant Martí.

El Poblenou ist ein Teil des Stadtbezirks Sant Martí. Der Ortsteil grenzt im Südwesten an den Hafen von Barcelona und im Südosten direkt an die offene See.

### Ausdehnung des Stadtviertels
- Im Norden bis zur Avinguda Diagonal
- Im Osten bis zur Carrer de Bac de Roda
- Im Westen bis zur Carrer d’Àvila und Carrer de Pere IV.
- Im Süden direkt an das Mittelmeer (mit dem Strandabschnitt Platja del Bogatell)

### Nachbarviertel
- El Clot
- El Besòs i el Maresme
- El Parc i la Llacuna del Poblenou
- La Vila Olímpica del Poblenou

## Geschichte

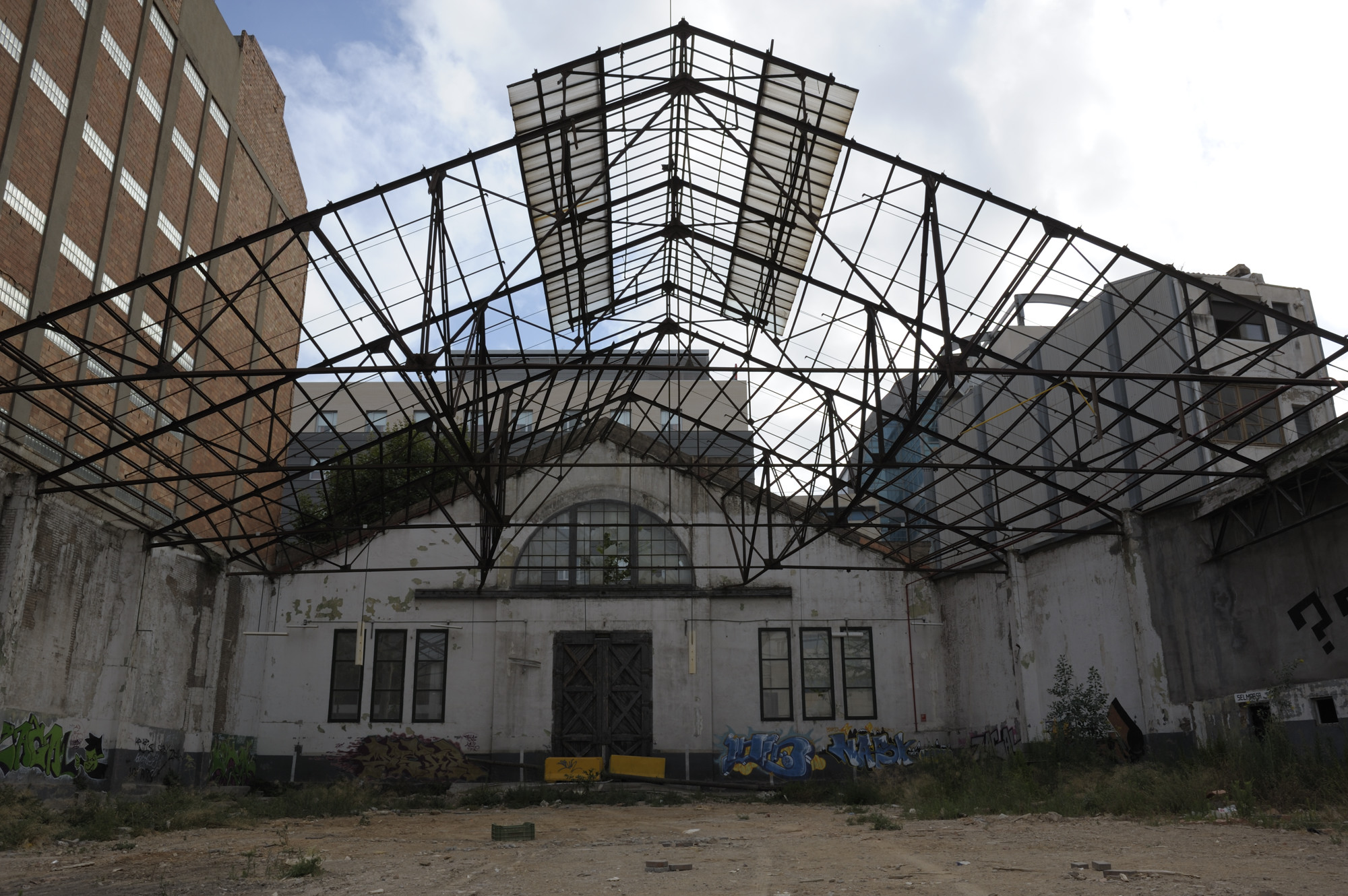
Altes Industriegebäude in Poblenou

Die Entstehung des Viertels in der heutigen Ausdehnung ist auf die zunehmende Industrialisierung um Barcelona im 18. Jahrhundert zurückzuführen. Ursprünglich war Poblenou ein eigenständiger Vorort der Stadt Barcelona und nicht mit dieser verbunden. Durch die für die Industrie vorteilhafte Lage am Meer wuchs der Stadtteil schnell heran und erreichte Ende des 19. Jahrhunderts die höchste Industriedichte ganz Spaniens. Daher wurde er im Volksmund auch El Mànchester Català (‚Das katalanische Manchester‘) genannt.
Die Hauptproduktionen der örtlichen Industrie waren u. a.:
- Öle
- Wein
- Textilien
- Metallverarbeitung
- Gas
- Maschinenbau
- Mosaike
- Graphische Kunst
- Kunststoff -herstellung und -verarbeitung
- Nahrungsmittel[1]

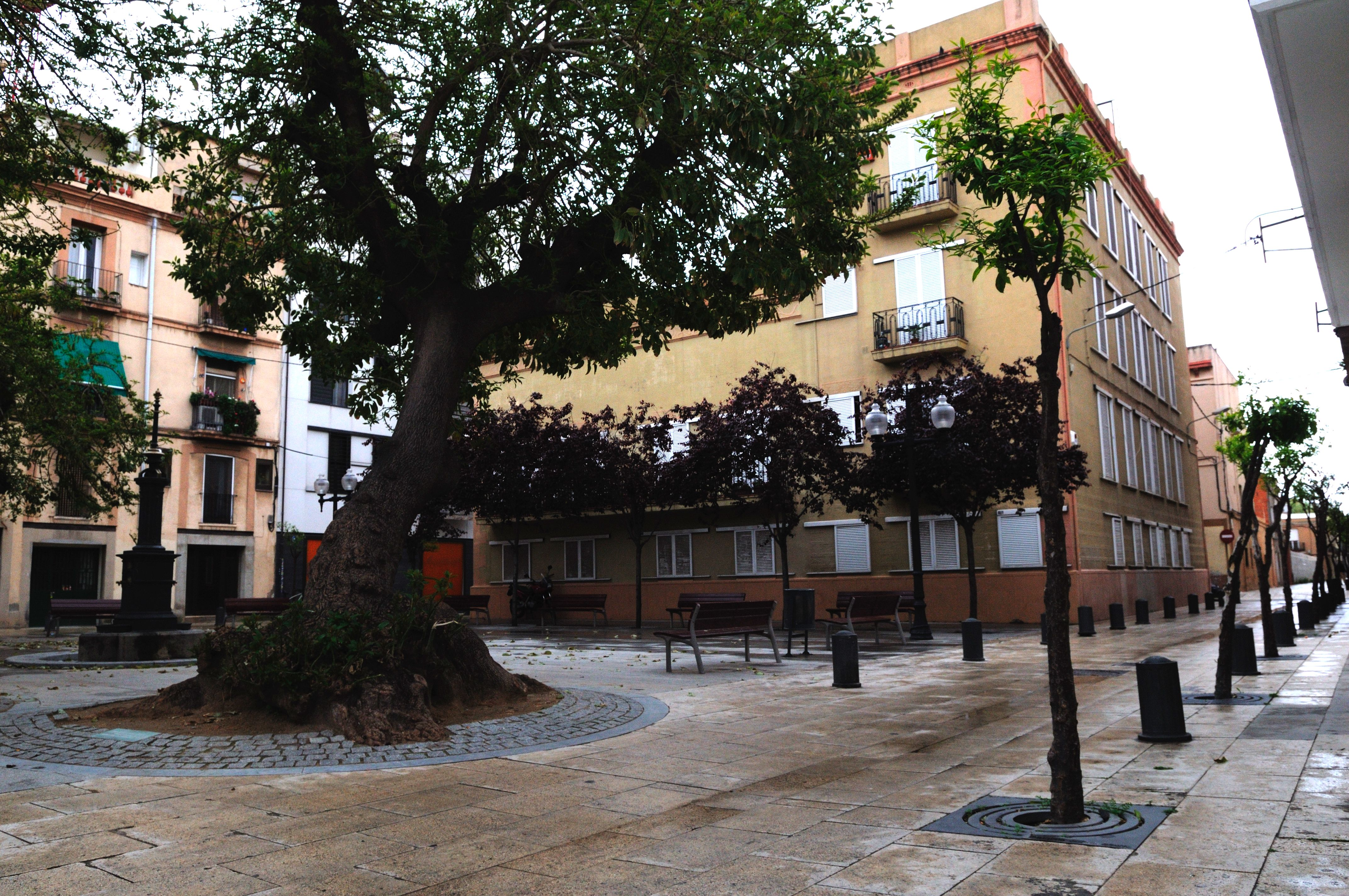
Plaça Prim

Die Wachsende Bevölkerung bestand hauptsächlich aus einwandernden Arbeitern. Für sie wurden sehr früh große Wohnbezirke im Stil der Eixample angelegt. Von den ursprünglichen Gebäuden vor der Industriezeit sind nur wenige bis heute erhalten geblieben. Eines der wenigen Überbleibsel dieser Zeit ist der Plaça Prim.

## Heute
Seit den 1960er Jahren ist die Industrie zunehmend in den Speckgürtel Barcelonas abgewandert. Die ehemaligen Industriezonen mit Fabriken und Lagerhäusern werden mehr und mehr in Wohnbezirke mit Lofts, Kunstgalerien, Schulen, Fitnessclubs usw. umgewandelt.
Mit den olympischen Spielen in Barcelona 1992 wurden weiter große Teile der ehemaligen Industrie in das olympische Dorf, die Vila Olímpica umgewandelt. Dazu wurden Sportparks und zirka 2000 Apartments als Unterkünfte für die teilnehmenden Teams angelegt. 
Der Weiterentwicklung des Stadtviertels dient das Projekt @22, das Musik, Design, Architektur und Kunst fördert. In Poblenou befinden sich außerdem auch die ersten „Superblocks“. Hierbei wurden mehrere Häuserblocks zusammengefasst und zur autofreien Zone erklärt.

## Kultur und Sehenswürdigkeiten

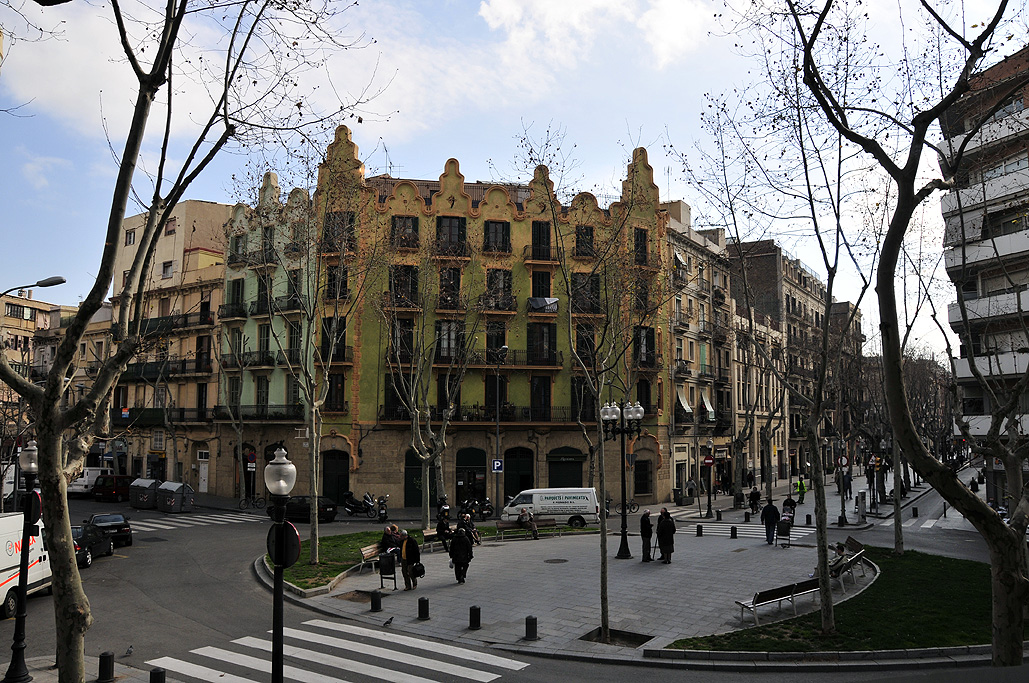
Rambla del Poblenou

Die ehemaligen Industriebauten bieten diverse Galerien und Studios von meist jungen Lokalkünstlern.
Poblenou besitzt wie mehrere Stadtviertel Barcelonas eine eigene Rambla und eine Markthalle.
Die Rambla Poblenou ist größtenteils verkehrsberuhigter Bereich und zieht sich von der Gran Via bis direkt ans Mittelmeer.

Sie zieht mit ihren diversen Geschäften und Lokalen zahlreich Publikum an.

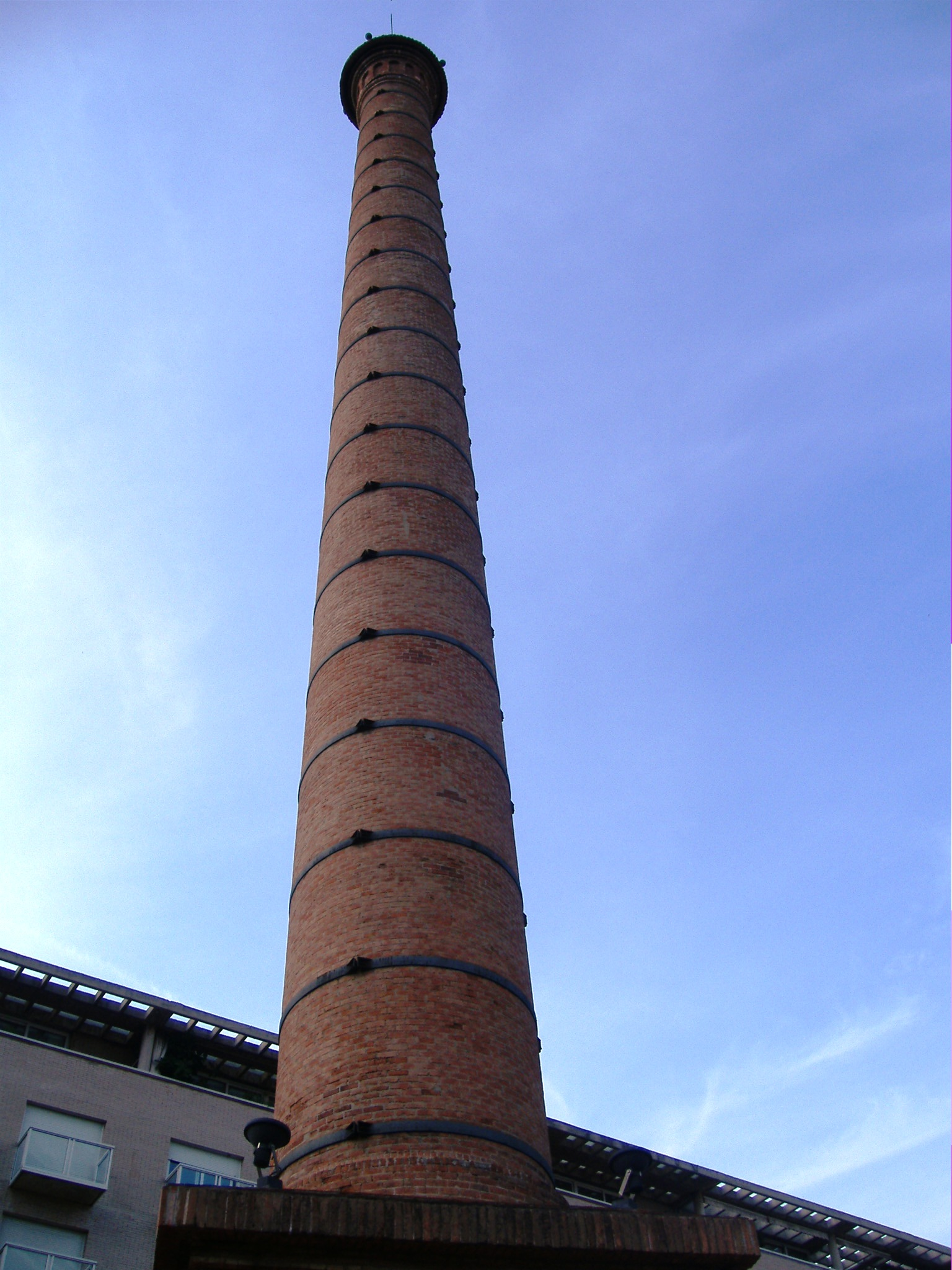
Schornstein einer ehemaligen Fabrik Ca’n Folch in Vila Olímpica

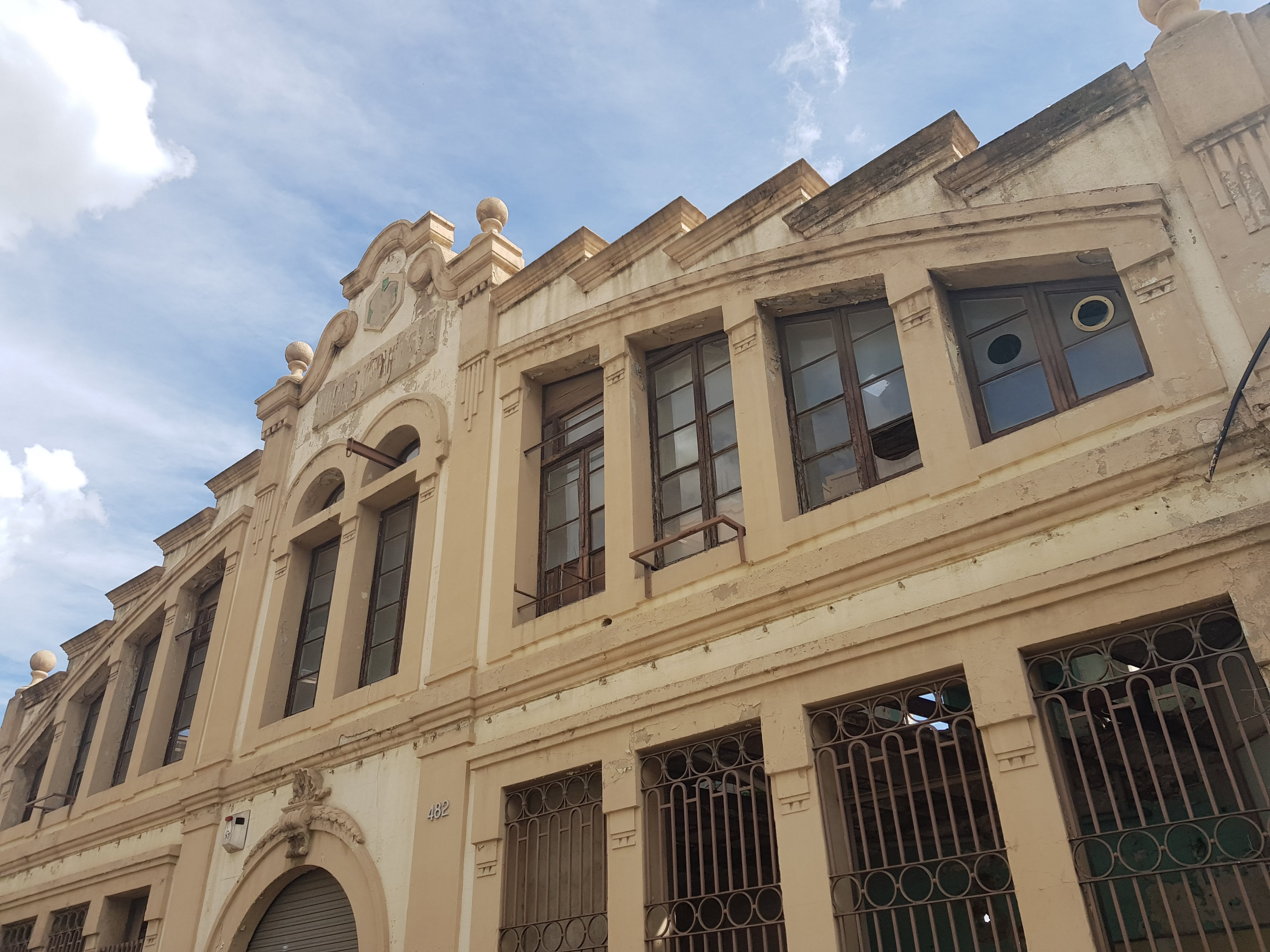
Fabrik-Fassade von "Colores Hispania" in der C.Pere IV, Poblenou

### Bauwerke

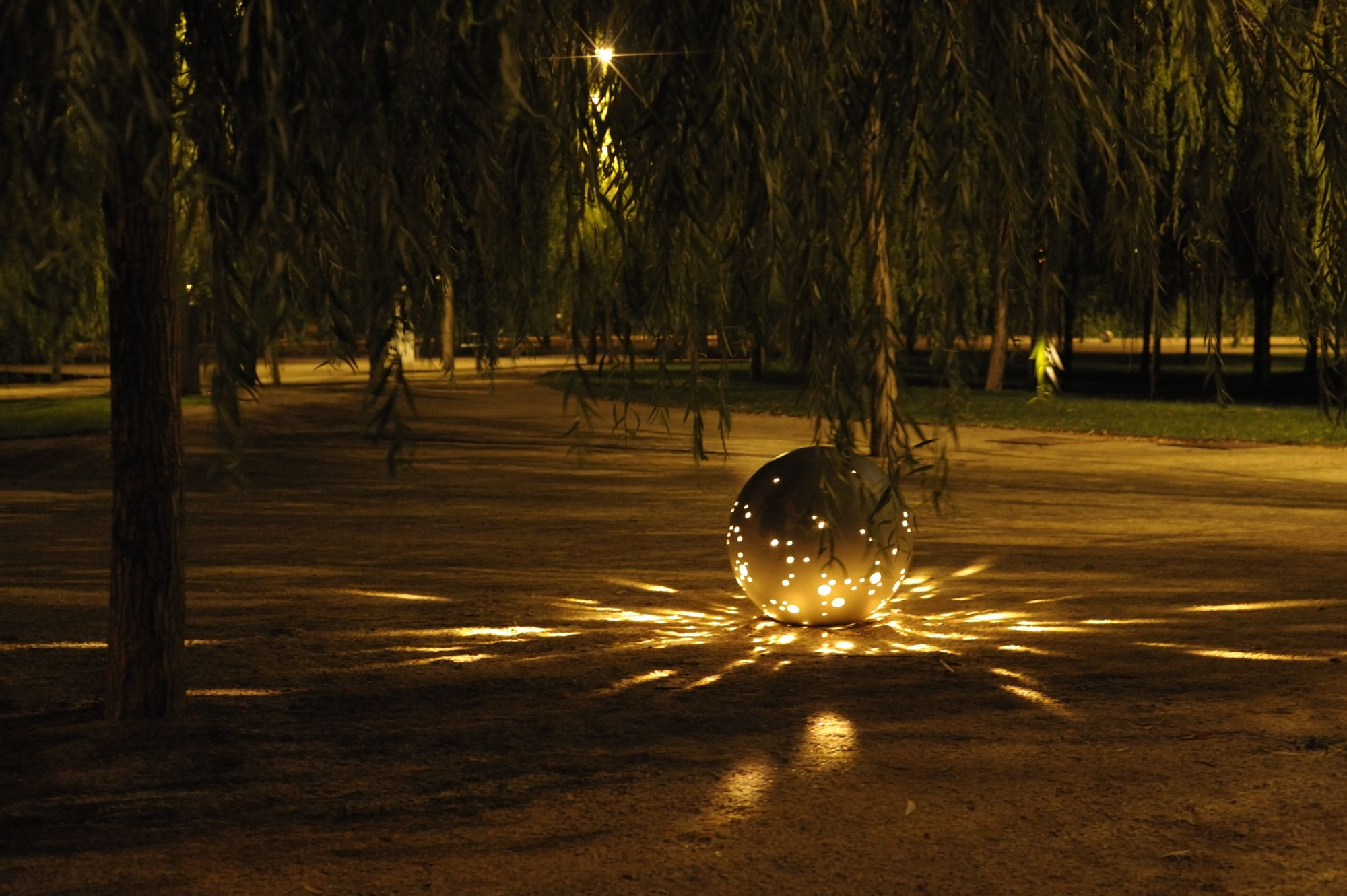
Park nahe dem Hotel ME bei Nacht

Bei der Umgestaltung der Industriezonen wurden die backsteinernen Schornsteine und gewisse Fassaden der Fabriken gezielt erhalten. So zum Beispiel bei der Fabrik des deutsch-kubanischen Fabrikanten Emilio Heydrich, Colores Hispania (1927), oder der Fabrik von Valls, Teixidor i Jordana. Sie stehen heute unter Denkmalschutz.
Hinzu kommen diverse sehenswürdige Neubauten wie z. B. das Hotel ME oder die Torre Agbar.

### Parks
Zwischen Meer und Wohngebiet liegt ein zirka 200 Meter breiter Grünflächengürtel, der die tiefgelegene Stadtautobahn Ronda Litoral teilweise „deckelt“. Des Weiteren wurde zusammen mit dem Hotel ME der von Jean Nouvel gestaltete Parc del Centre del Poblenou angelegt. Er liegt an der Avinguda Diagonal und wird nachts kunstvoll beleuchtet.

### Regelmäßige Veranstaltungen
Einmal jährlich findet ein transnationales Straßenkunstfestival statt.

## Wirtschaft und Infrastruktur

### Verkehr
Poblenou ist sowohl an das Metro U-Bahnsystem als auch an das Straßenbahnsystem der Stadt angeschlossen.
Die Station Poblenou der Metrolinie 4 ist zentral im Viertel gelegen.

## Geboren in Poblenou
- David Castillo i Buïls (* 1961), Schriftsteller und Journalist